# Kroatisk Wikipedia
Kroatisk Wikipedia (kroatisk: Wikipedija na hrvatskome jeziku,  dansk: den kroatisksprogede Wikipedia) er den kroatisksprogede  version af det verdensomspændende encyklopædi-projekt Wikipedia. Kroatisk Wikipedia blev lanceret 16. februar 2003.
Pr. fredag den 28. marts 2025 har den kroatisksprogede Wikipedia 225.714 artikler, 454 aktive bidragydere og 14 administratorer.